# Michael Ohnewald
Michael Ohnewald (* 8. November 1964 in Stuttgart) ist ein deutscher Journalist.
Nach dem Abitur begann Ohnewald ein Geschichts-Studium an der Universität Stuttgart. 1989 volontierte er bei der Bietigheimer Zeitung und wurde anschließend Lokalredakteur bei der Backnanger Zeitung. Berufsbegleitend studierte er Kommunikationswissenschaften an der FU Berlin. 1995 wechselte Ohnewald zur Stuttgarter Zeitung; dort war er von 2007 bis 2011 leitender Redakteur für Reportagen. Inzwischen betreibt Ohnewald ein Büro als Texter und Freier Autor in Ludwigsburg.

## Werke
- Helmut Palmer. Lebensweg eines Rebellen. Hohenheim, 2004, ISBN 978-3-89850-114-9.
- mit Thomas Durchdenwald Erwin Teufel. Hohenheim, 2004, ISBN 978-3-89850-120-0.
- Und plötzlich ist alles ganz anders. Ungerade Lebensläufe. Klöpfer und Meyer, 2009, ISBN 978-3-940086-34-1.
- mit Reiner Pfisterer (Fotograf) Mensch VfB. Annäherung an die Seele des Stuttgarter Fußballclubs. Ungeheuer + Ulmer, 2018, ISBN 978-3-946061-25-0.

## Auszeichnungen
Für seine Reportagen und Porträts erhielt Ohnewald zahlreiche Auszeichnungen, darunter
- 2003 den Theodor-Wolff-Preis,
- 2003 den Konrad-Adenauer-Preis für Lokaljournalismus,
- 2006 den Wächterpreis der deutschen Tagespresse,
- 2007 den Journalistenpreis Bürgerschaftliches Engagement[1] der Robert Bosch Stiftung,
- 2009 den Herbert Quandt Medien-Preis,
- 2009 den Medienpreis des Weissen Rings,
- 2009 den Ernst-Schneider-Preis der deutschen Wirtschaft,
- 2009 den Katholischen Medienpreis,
- 2009 die Ehrung als Regionaler Autor des Jahres durch das Medium Magazin.[2]